# FMV

「FMV」のロゴタイプ

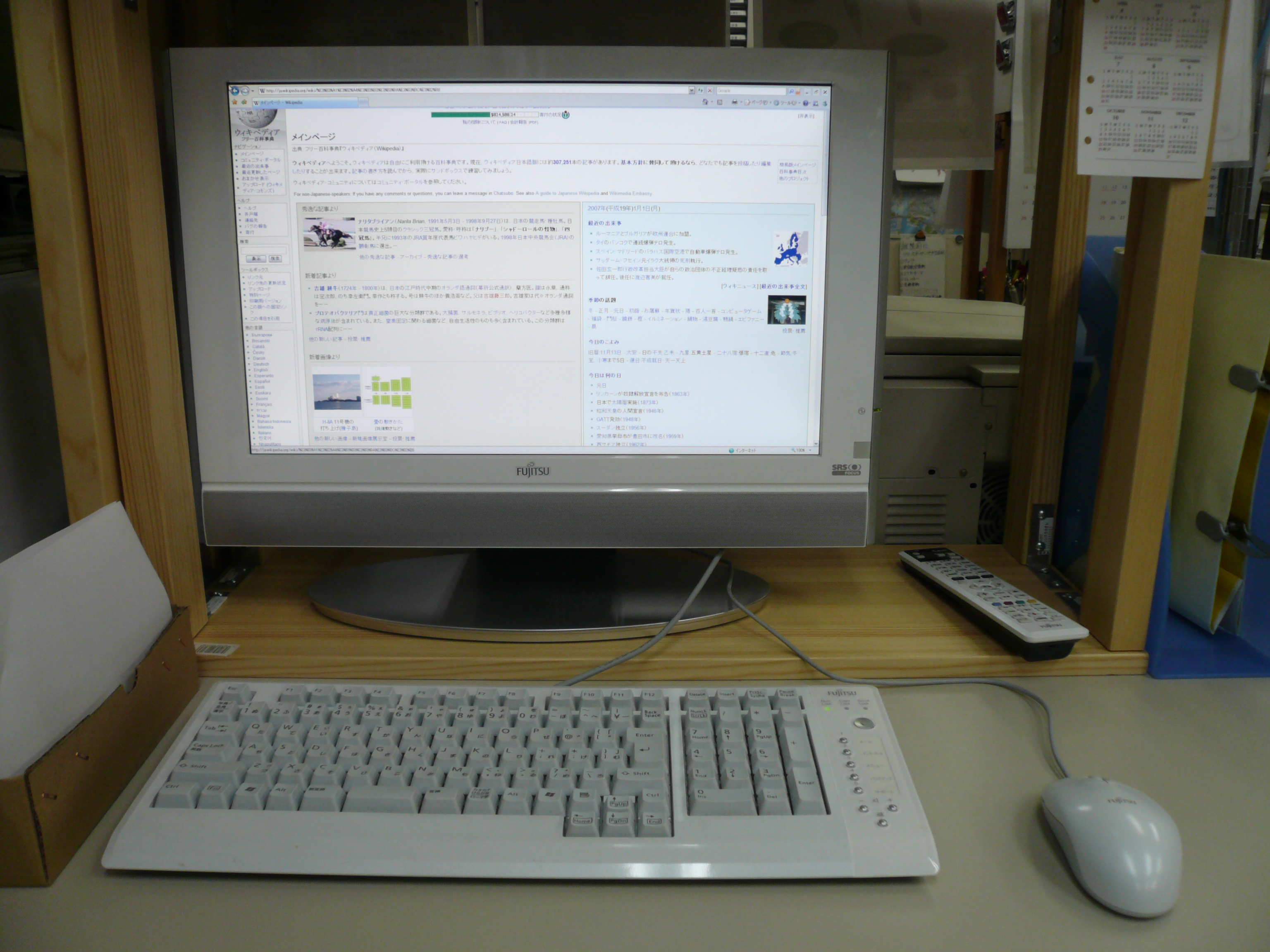
FMV-DESKPOWER CE55TW/D

FMV（エフエムブイ）は、中国・レノボグループ(スマートフォンブランド : モトローラ・モビリティ)に所属する富士通クライアントコンピューティング（旧・富士通）のパーソナルコンピュータの商標。

## 概要
1993年（平成5年）10月18日に公式発表され、デスクトップモデルは同年10月末から、ノートブックモデルは同年11月10日から出荷。この発表を機に、富士通はOADGに正式会員として入会した。FMVの意味は、公式にはFujitsuのF、マイコンのM、DOS/VとVictoryのVをとったものとされる。異説としてFujitsu Multimedia Visionの略という説もある。Fujitsu Multimedia Vision（富士通マルチメディアビジョン）は元々、1991年（平成3年）に富士通が発表したマルチメディア構想の名称である。
2010年（平成22年）夏モデルからは「FMV」の意味は「F」ujitsu PC 「M」aterializes your 「V」ision.（富士通PCは、あなたのやりたいことを実現します。）となった（バクロニム）。なお、1980年代初頭から富士通製PCには「FM」ブランドが冠される伝統が残る。　
発売当初のキャッチコピーは「富士通の国際標準機"FMV"」。規格としてはPC/AT互換機相当で、従来の独自規格パソコンであるFMR、FM TOWNSと当初併売され、のちに集約した（特にFM TOWNSは末期には「FMV-TOWNS」という名で、FMVのPCIスロットにTOWNSカードを搭載した形のハイブリッド機に移行）。それまでのパソコンでの部品は国産品が多かったが、FMVでは部品を海外で安く調達して組み上げる、または設計そのものを海外に委託する、という生産方法が取られた（FMVの初期シリーズではエイサー製マザーボードを採用）。富士通はFMV以前から海外ではPC/AT互換機ビジネスを展開しており、主に欧米市場向けにエイサー製マザーボードを採用したPC/AT互換機を販売していた。
なお、現在は一部のシリーズ・機種を除き、デスクトップモデルは福島県伊達市にある富士通アイソテック、ノートブックモデルは島根県出雲市にある島根富士通で部品受入検査・CPUや部品の組み込み・最終組み立て・出荷試験（品質管理）を行っているほか、ユーザーからの意見は開発拠点となっている富士通川崎工場へフィードバックさせ、使いやすさの向上や信頼性の確立などのより良い製品作りに生かされている。また、2011年（平成23年）9月からは高品質・高信頼をアピールするため、国内で生産された機種を「伊達モデル」・「出雲モデル」としてプロモーション展開を開始している。

## 歴史

### 前史
1992年3月にサンフランシスコで開催されたマルチメディアCD-ROM国際会議 (the International Conference and Exposition on Multimedia and CD-ROM) に、富士通はPC/AT互換機をベースにしたプロトタイプ「Fujitsu Multimedia Vision」を出品した。Windows MME、ビデオ・イン・ウィンドウ、CD-ROM XAのサポートといった機能の強化が盛り込まれていた。

### 発売当初
当初は企業向けデスクトップPCとしてIntel 486SX/DX/DX2といった当時の最先端CPUを採用したラインナップを展開していた(Intel 486SX 搭載モデルに FMV-425D、486DX2搭載モデルにFMV-466D)が、高機能化していくPC用サウンドカードの市場動向・需要や、Microsoft Windows 3.1が豊富なマルチメディア機能を搭載したOSとなったこともあり、次第にFMVはコンシューマを意識したラインナップとなっていった(サウンドカード同梱の限定モデル等も発売した)。一例として限定モデル「FMV-499D2sp」では、DX4-100MHzという当時の高速CPU搭載に加え当時8万円以上もした最速ビデオカードDiamond社製ViperVLBを同梱する等ハイエンドを志向した。FMVに先駆けて「ライバル」NECは「PC/ATをも包み込む」仕様と銘打ってPC-9821シリーズを投入しており、日本独自仕様一色だった日本のコンシューマパソコン市場はコンパックの日本上陸の衝撃から確実にPC/AT系ハードウェアとWindows 3.1搭載パソコンが標準となっていった。
富士通ならではの特徴として、親指シフトキーボードのサポートが挙げられる。
発売当初のラインナップについて、当時の『Oh!FM TOWNS』誌では「ハード面では省電力機能以外の目立った特徴はないが、ソフト面は素晴らしいものがある。親指シフトキーボードやJISキーボードが選べたり、かな漢字変換のOAKや富士通フォントが標準付属するなど、FMRのような日本語環境が大いに期待できる」（要約）とある。

### FMV-DESKPOWERの投入
そして非マニアの一般消費者に訴求するべく投入されたのが、初心者にも易しく(独自メニューウィンドウの自動起動)、「マルチメディア」をキーワードに（SoundBlaster16を搭載・アクティブスピーカーまで同梱）、大量のプレインストールソフトウェアをバンドルした初代「FMV-DESKPOWER」である。初代FMV-DESKPOWERは1994年11月10日から出荷された。1995年のWindows 95の発売とともに大々的な低価格路線と販売攻勢を打ち出し、ついに富士通のパソコンシェアはNECを抜いて悲願の1位となった。しかし、大量に売れたFMV-51**D3/D4系ベースのDESKPOWERでは、PCI機器の相性問題・Plug&Play実装周りに問題があり、ユーザーからのクレームも多かった。PCIバスの拡張カードによっては、FMVのD3系だけ動作保証外とされていた程であった。また、あまりに値段を下げすぎたため赤字となってしまい、その後は販売方法の見直しが行われた。ちなみに当時の搭載フロッピーディスクドライブはNEC製である。

### DESKPOWERシリーズの発展・多様化
Windows 98が発売される頃までは、FMV-DESKPOWERとビジネス向けFMVとでハードウェアデザインは筐体含めて共通化を行っていたが、SONYのVAIOシリーズによるPC/AT互換機市場への参戦等でユーザ嗜好の多様化や、PCのデザイン性が売上げへの重要なファクターとなり、次第にコンシューマ向けDESKPOWERは、独自の筐体・デザインとなりビジネス向けFMVと分離される。一方のビジネス向けのデスクトップPCブランドは「FMV-DESKTOP」といい、次第にコンパクト筐体がメインとなりながらも、他メーカーは既にやめてしまっているサービスコンセント付電源を採用し続けるなど、堅牢な企業向けPCとして現在もラインナップが展開されている。
販売形態としては、パソコン初心者向けを意識したために、イメージキャラクターに高倉健や木村拓哉を起用したり、ワープロソフト(Word)や表計算ソフト(Excel)など、多くのアプリケーションソフトをあらかじめインストール（プリインストール）して販売される方式が取られ、その後の各社のパソコン販売形態の基本となった。
かつてはワープロソフトと表計算ソフトの組み合わせを「一太郎＋Lotus 1-2-3」・「OASYS＋Lotus 1-2-3」・「Word＋Excel」から選べるのも大きな特徴であったが、Microsoft Office 2000が発売される頃になると、FMVの大半はMicrosoft Officeシリーズをプレインストールするようになり、2010年現在ではプレインストールされるワープロ・表計算ソフトは「Microsoft Office 2010」のみとなっている。
現在ではハードウェアにも力を加えており、2005年夏シリーズでは業界初となる地上デジタル、BSデジタル、110度CSデジタル放送のHD解像度での視聴・録画(デジタル3波対応のチューナーの搭載自体はNECが先行)、32インチの液晶画面を搭載するなど「デジタルテレビ」としての方向性を強く打ち出したモデルも登場した。
2006年秋冬モデルでは、インテリアに調和するシンプルなデザインの、真っ白なノートNFシリーズを発売。以後一番人気の商品となり、BIBLOの中核を担うシリーズとなっている。
2007年春モデルでは、テレビに繋いで使う、という新しいコンセプトを元に、FMV-TEO（テオ）シリーズを発売（同じ時期に、ソニーも同じ概念のVAIOを発売した）。また、6月にはコンバーチブル型WindowsPCでは世界最小（2007年5月現在）としながらQWERTY配列キーボードを装備したIntel Ultra Mobile Platform 2007準拠のUMPC「LOOX U」を発売。発売当初は注文が殺到し、注文から到着まで最大2カ月近くかかる場合もあった。
2008年夏モデルでは、ソニーのVAIO type L、NECのVALUESTAR Nに続く第3のボードPC「FMV-DESKPOWER Fシリーズ」が発表された。
同年11月には高齢者など、主にパソコン操作に不慣れな方にターゲットを絞り、使いやすさにこだわった「FMVらくらくパソコン」を発売。
2008年12月に発表された2009年春モデルでは、タッチパネル式のサブディスプレイ「タッチスクエア」（ノートPCでは日本初）、地上・BS・110度CSデジタル対応テレビチューナー（ノートPCでは日本初）、水冷システム（同社PCでは初）と3つの初搭載を取り入れた大画面ノート「FMV-BIBLO NWシリーズ」が発表された。
2009年夏モデルでは「FMV-BIBLO LOOX Mシリーズ」を発表し、ついにネットブック市場に進出した。
Windows 7を搭載した2009年秋冬モデルでは、「Windowsタッチ」対応の12.1型ワイド液晶を搭載したコンパクトホームノート「FMV-BIBLO MTシリーズ」、ネットブックより高機能を求めるユーザーに向けた「FMV-BIBLO LOOX Cシリーズ」、2009年度グッドデザイン賞受賞の12.1型ワイド液晶のビジネスモバイルノート「FMV-BIBLO Rシリーズ」の3シリーズを新たに投入した。また、「FMVらくらくパソコン」も新モデルを発表し、従来のノートブックタイプに加え、「Windows タッチ」対応の「FMV-DESKPOWER Fシリーズ」をベースにしたデスクトップタイプを新たに設定した。

### グローバルブランドへ

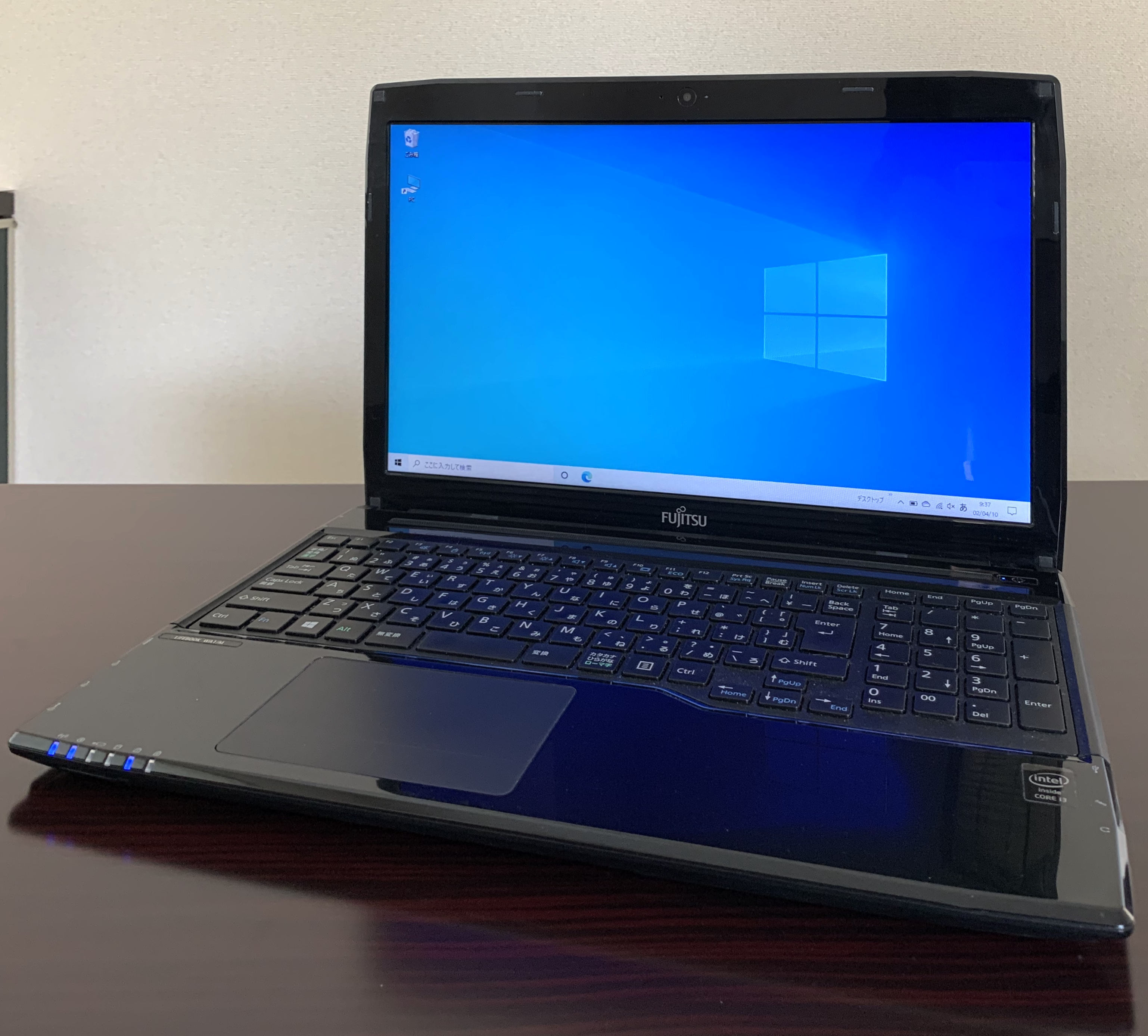
LIFEBOOK WA1/M カスタムメイドモデル

法人向けデスクトップは2005年4月発売モデルより、同社のグローバルブランド「ESPRIMO（エスプリモ）」を導入し「FMV-ESPRIMO」とした。2010年4月発売モデルからは法人向けノートブックモデルと共に「FMV」が取れ、デスクトップモデルは「ESPRIMO」、ノートブックモデルは「LIFEBOOK」となった。
また、個人向けモデルについても2010年夏モデルからデスクトップPCの「FMV-DESKPOWER」は「（FMV-）ESPRIMO」に、ノートブックPCの「FMV-BIBLO」は「（FMV-）LIFEBOOK」にそれぞれ改め、シリーズ名称が刷新された（「らくらくパソコン」は名称変更なし）。
- DESKPOWER Fシリーズ → ESPRIMO FHシリーズ
- DESKPOWER CEシリーズ → ESPRIMO DHシリーズ
- BIBLO NWシリーズ → LIFEBOOK NHシリーズ
- BIBLO NFシリーズ → LIFEBOOK AHシリーズ
- BIBLO Sシリーズ → LIFEBOOK LHシリーズ
- BIBLO MGシリーズ → LIFEBOOK SHシリーズ
- BIBLO Rシリーズ、BIBLO LOOX Cシリーズ → LIFEBOOK PHシリーズ
- BIBLO LOOX Mシリーズ → LIFEBOOK MHシリーズ

これにより、日本国内でも個人向け・法人向けを問わず、デスクトップは「ESPRIMO」、ノートブックは「LIFEBOOK」に統一され、「FMV」は個人向けパソコンに用いるブランド名となった。
同時に、ESPRIMO FHに3D対応モデルが設定された。本モデルでは2D映像から3D映像への変換機能を備える。2010年冬モデルで新たにノートブックのLIFEBOOK AHにも3D対応モデルが設定された。
その後もシリーズの追加や入れ替えが行われており、2011年夏モデルではストレートPCとキーボードが融合した「ハイブリッド・モーションPC」であるLIFEBOOK THシリーズを、2012年夏モデルでは富士通製初のUltrabookであるLIFEBOOK UHシリーズを、2013年秋冬モデルでは、ディスプレイにチルト機能を備え、タッチ操作がしやすい角度に調整できる一体型デスクトップモデルであるESPRIMO WHシリーズを追加。2014年春モデルでは、既存のLIFEBOOK AHシリーズの派生モデルとして、60歳以上の大人世代に向け、使いやすさだけでなく、デザインにもこだわった新ブランド「GRANNOTE（グランノート、LIFEBOOK AH90/P）」を追加し、一度シリーズが消滅していたLIFEBOOK THシリーズはディスプレイが回転するコンバーチブルタイプのUltrabookとしてラインナップに復活。2015年春モデルでは、コンパクトサイズのデスクトップ型PCとタッチパネルを搭載したバッテリー内蔵ワイヤレス液晶ディスプレイの組み合わせとしたディスプレイ着脱式モデルLIFEBOOK GHシリーズを追加した。
2016年秋冬モデルからは、カスタムメイドモデルにおいて、従前からのMicrosoft Officeに加え、キングソフト製のWPS Officeも選択可能となった（インストールメディアではなく、シリアルキー記載のライセンスカードが同梱される。使用するには、カード記載のURLから専用サイトにアクセスし、ソフトウェアのダウンロードとパソコンへのインストール作業を行う必要がある）。

### FMVブランドのリニューアル
2025年1月、FCCLはFMVブランドのリニューアルを発表。同時に、ブランドロゴをこれまでのVだけ大きくなっていたものからFMVの3文字を均整のとれたデザインへと刷新した。また、ラインナップもこれまでのデスクトップの「ESPRIMO」、ノートの「LIFEBOOK」からデスクトップは「Desktop」（例：Desktop F）、ノートは「Note」（例：Note C）とシンプルに変更された（ESPRIMO DHとLIFEBOOK QHは引き続きESPRIMOとLIFEBOOKを継承する）。

## ラインアップ
特に、FMV LIFEBOOK MCシリーズ（1999年～2003年にかけて登場）や、これの個人向けバージョンといえるFMV BIBLO LOOX Sシリーズ（2000年～2003年にかけて登場）は、モバイルの名機として名高い。これらを今も愛用している人も多い。また、FMV BIBLO/LIFEBOOKシリーズにはキーボードに親指シフト配列を採用した機種が一部存在する。
国内シェアにおいては、全体の5割以上をNECと二分している。

## アプリケーション
FMVには多種多様なアプリケーションがインストールされていることが多い。以下に2012年夏モデル現在の主なソフトを述べる。
GAMEPACK
エアホッケーやリバーシなどのオリジナルゲームを詰め合わせにしたもの。モデルが新しくなるにつれて数や種類が増加する傾向にある。2012年夏モデルは「GAMEPACK 2012F」がプリインストールされているが、搭載機種はESPRIMO FHシリーズのみである。なお「2012F」からはダウンロード販売も始まった。
FMVスクリーンセーバー
FMVに付属するスクリーンセーバー。FMVのロゴが入った壁紙を切り替えて表示する。古いものはスクリーンセーバー解除時の壁紙をデスクトップ背景に強制設定する効果を持っていたが、最近のものでは強制設定のON/OFFを選べるようになっている。

## CM
一般ユーザー向けのFMV(DESKPOWERやBIBLOなど)は、新しい機種が出る度にCMが製作され放映されている。
初期には、高倉健（後には、菅原文太,田中麗奈と共演）が出演しており、その後は、SMAPの木村拓哉や岸部一徳が出演している。
木村と岸部のシリーズは長期間放送され定着していた。
ESPRIMOとLIFEBOOKに刷新した2010年夏モデルから俳優の唐沢寿明と女優の柴咲コウを起用していたが、2012年夏モデルからは同社のスマートフォン・タブレット端末「ARROWS」のイメージキャラクターでもあるEXILEを新たに起用。同年秋冬モデルから登場した新ブランド「Floral Kiss（LIFEBOOK CHシリーズ）」にはE-Girlsを起用した。
なお、らくらくパソコンについては同社のらくらくホンシリーズのイメージキャラクターである大竹しのぶがイメージキャラクターを務めている。
富士通提供のテレビ朝日系列の世界の車窓からで放映されることが多い。

### CMに登場するキャラクター
- タッチおじさん　初代

NECのバザールでござーるに対抗して作られたキャラクター。現在はCMに登場していない。
1994年秋に初登場。当時は「タッチくん」という名称だったが、1995年に「タッチおじさん」に改名。
タッチおじさんメールというポストペットのように、タッチおじさんがメールを送受信するソフトが、FMVにプリインストールされた時期があった。
声優は、コメディNo.1の坂田利夫が担当しており、CMの最後には「来て見て触って富士通のお店」と坂田利夫らしい口調で呼びかけていた。
- 地底人 2代目

地デジという言葉を洒落て出来たキャラクター。FMVの2006年夏モデルで登場。
ちなみに地底人の中身は富士通のサイト「fmworld.net」で知ることができた。（サイト閉鎖済み）
- USATAKU(ウサタク) 3代目

ウサギと木村拓哉を合わせたキャラクター。FMVの2006年秋モデルで登場。
かつて富士通のサイト「fmworld.net」で、ネット限定ムービー「ウサタクの話」が見ることができた。（サイト閉鎖済み）
- 不明 4代目